# Jeroen Wollaars
Jeroen Wollaars (Woerden, 30 september 1977) is een Nederlands journalist en voormalig verslaggever en correspondent. Sinds 2018 is hij werkzaam als presentator bij het programma Nieuwsuur. In 2021 won hij de Sonja Barend Award voor het beste tv-interview.

## Biografie
Wollaars werd op 30 september 1977 geboren in Woerden. Hij groeide op in het dorp Harmelen. Op school was hij een 'outsider' en werd hij veel gepest.
Als kind raakte Wollaars gefascineerd door technologie en communicatie. Toen hij op de middelbare school zat, beschikte hij over een FM-zender waarmee hij zelfgemaakte reportages uitzond. Een open dag van de School voor Journalistiek kon Wollaars niet motiveren om voor journalistiek te kiezen. In plaats daarvan volgde hij van 1995 tot 2000 de toen nieuwe IT-studie Communicatiesystemen aan de Hogeschool Utrecht. Hij had bijbaantjes bij Tele Atlas (later overgenomen door TomTom) en World Access (later samengegaan met Planet Internet).

### Carrière
Wollaars raakte uitgekeken op de IT-wereld en na een jaar gestudeerd te hebben aan de Theaterschool begon in 2002 zijn carrière in de journalistiek bij AT5 als redacteur, verslaggever, eindredacteur en presentator. Hij werkte onder meer mee aan de nieuwsprogramma's Kort Amsterdams en AT5 Nieuws en het documentaireprogramma Amsterdams Peil. Voor de Duitse WDR werkte hij in 2007 tijdelijk aan het programma Aktuelle Stunde. 
Sinds 2007 is Wollaars werkzaam bij de NOS; eerst als redacteur en vanaf 2009 was zijn functie algemeen verslaggever bij het NOS Journaal. Hij deed onder meer verslag tijdens de verkiezingen en werkte in binnen- en buitenland. Tijdens de avond van de uitslagen (landelijke verkiezingen) hield Wollaars zich vooral bezig met sociale media zoals Twitter (nu X). Van januari 2015 tot juli 2018 werkte Wollaars als correspondent in Berlijn.
Op 14 mei 2018 werd door de NOS bekendgemaakt dat Wollaars de presentatorrol bij Nieuwsuur overnam van Twan Huys, die met ingang van augustus 2018 RTL Late Night ging presenteren. Wollaars begon zijn werk als presentator op 1 september 2018. Op 20 maart 2021 werd Wollaars invalpresentator van Met het Oog op Morgen.
In 2021 won Wollaars de Sonja Barend Award voor zijn interview in Nieuwsuur met CDA-politicus Wopke Hoekstra.

### Privé
Wollaars is acht jaar gehuwd geweest en bleef bewust – en in overeenstemming met zijn vrouw – kinderloos. Tijdens zijn correspondentschap in Berlijn leefde het echtpaar tijdelijk gescheiden omdat zijn vrouw een carrière had in Nederland en later verhuisde naar Berlijn zonder uitzicht op een baan. Dit leidde uiteindelijk toch tot een echtscheiding. Daarna ging hij in Amsterdam samenwonen met de schrijfster Hannah van Wieringen. Sinds 2022 heeft Wollaars een relatie met presentatrice Janine Abbring.